# Mizumoto-Park

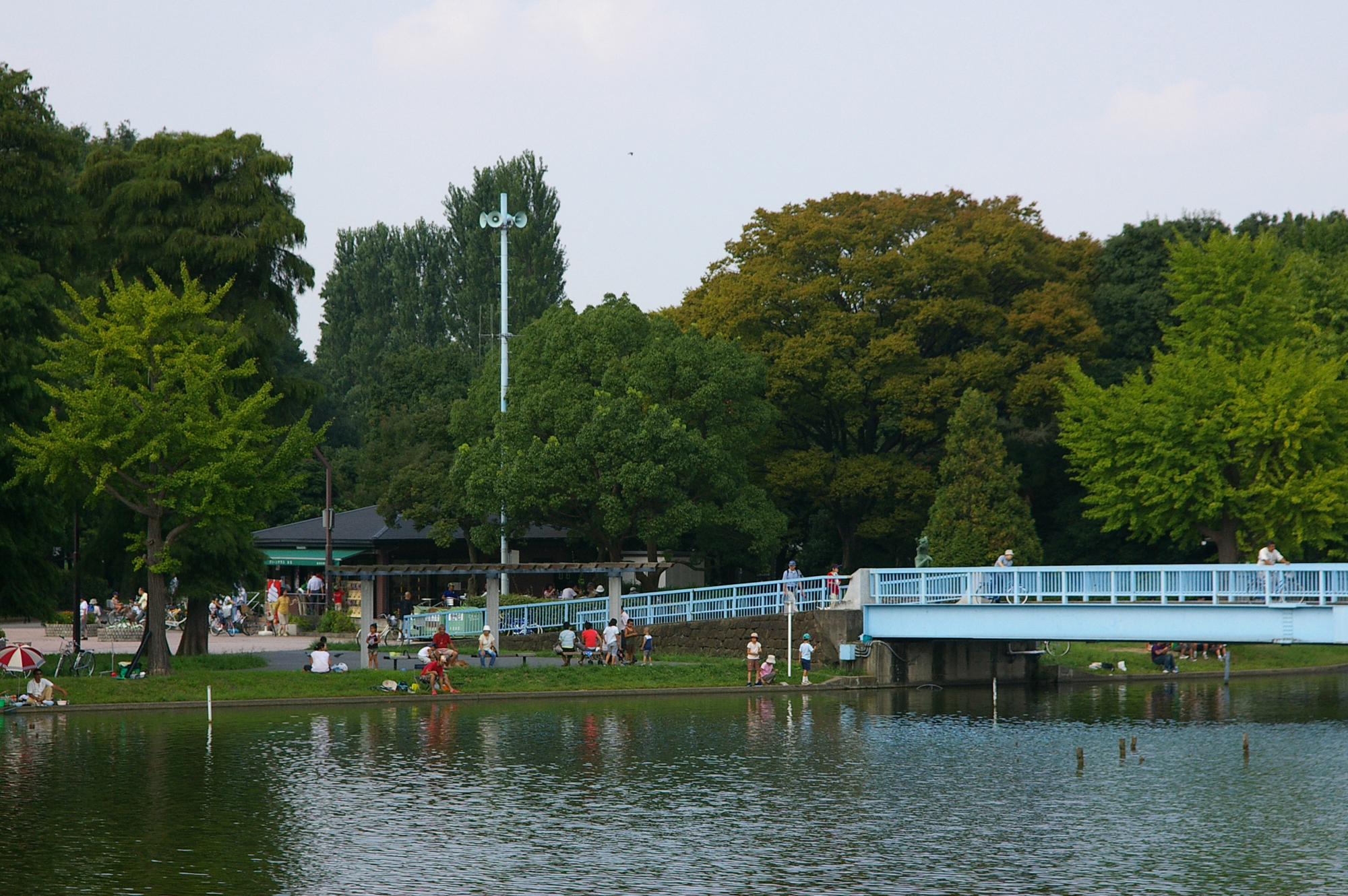
Mizumoto-Park

Der Mizumoto-Park (japanisch 水元公園, Mizumoto-kōen) ist ein öffentlicher Park im Bezirk Katsushika von Tokio.

## Übersicht
Bis 1975 hieß der Park Toritsu Edo-gawa suikyō shizen kōen (都立江戸川水郷自然公園, dt. etwa: „Präfekturnaturpark der Edo-gawa-Gewässerorte“), was darauf hinwies, dass dieser Park die Anlage eines Gewässerortes aufweist. Es ist der einzige Park dieser Art in Tokyo. Anfang der Edo-Zeit wurde hier ein Becken angelegt, das das Hochwasser des damals in der Nähe fließenden Tone-gawa aufnehmen konnte. In normalen Jahren konnte dies Gebiet die Umgebung mit Wasser zum Reisanbau versorgen, was dem Park seinen heutigen kurzen Namen, der „Wasserursprung“ bedeutet, gab. Der Wasserarm selbst führt den Namen Koaidame (小合溜), etwa „Kleiner Zusammenstau“. Der Park, ursprünglich 650.000 m² groß, wurde in den letzten Jahren bis in die Präfektur Saitama erweitert. Im Park lassen sich folgende Anlagen unterscheiden:
- Kirschbaum-Allee: Die Allee nutzt den äußeren Damm und erstreckt sich über eine Länge von 4 km. Gepflanzt wurden 600 Bäume der bekannten Sorte „Somei-yoshino“.
- Pappel-Alleen: An verschiedenen Wegen wurden ab 1973 etwa 2000 Pappeln angepflanzt, die eher für Hokkaidō typisch sind. Sie sind mittlerweile über 20 m hoch.
- Metasequoien-Wald: Am „Platz zur Erinnerung an 100 Jahre Meiji“ wurden 1900 Bäume dieser seltenen Art angepflanzt. Im Herbst färben sich die Nadeln ziegelrot, sind diese abgefallen bleiben als Besonderheit feine Ästchen zurück.
- Großer Rasen: Er ist leicht gegenüber der Umgebung erhöht und etwa 10 Hektar groß. Dort befindet sich an einer Seite eine Freilichtbühne.
- Wasserpflanzen-Garten: Hier finden sich im Teich Seerosen, Wasserreis, Wasser-Blumenrohr, Teichrosen, Rohrkolben, Schilfrohr. Weiter gibt es verschiedene Arten von Schwertlilien wie die Japanische oder die Asiatische.
- Schwertlilien-Garten: Dieser Garten ist über eine kleine Brücke zu erreichen. Mit einer Gesamtfläche von 9.500 m², 80 Sorten und 200.000 Blüten ist es die größte Anlage der Präfektur.
- Auch ein kleines Vogelschutzgebiet gehört zum Park.

## Bildauswahl

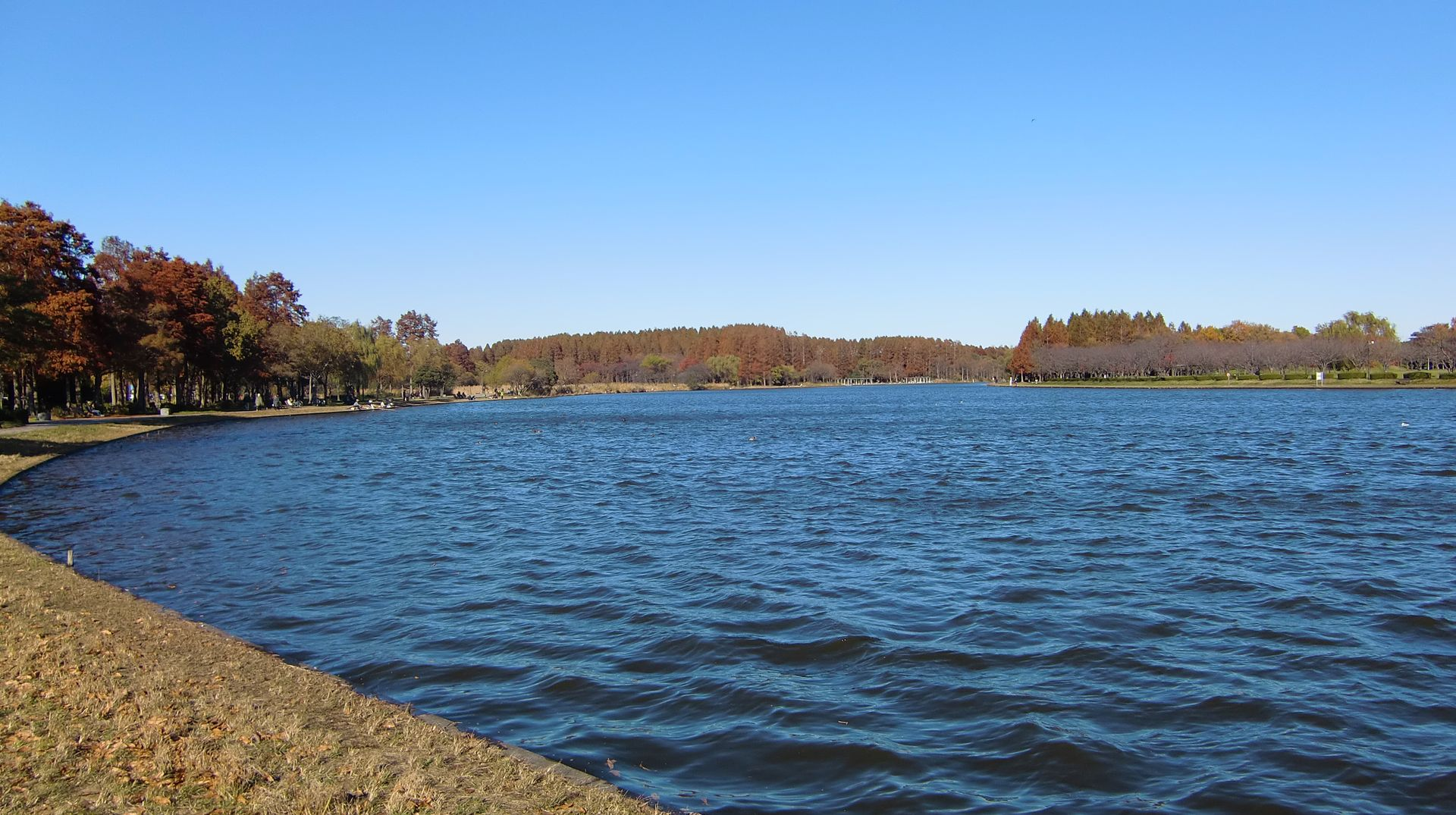
Der breite Wasserarm
- Mizumoto-Park
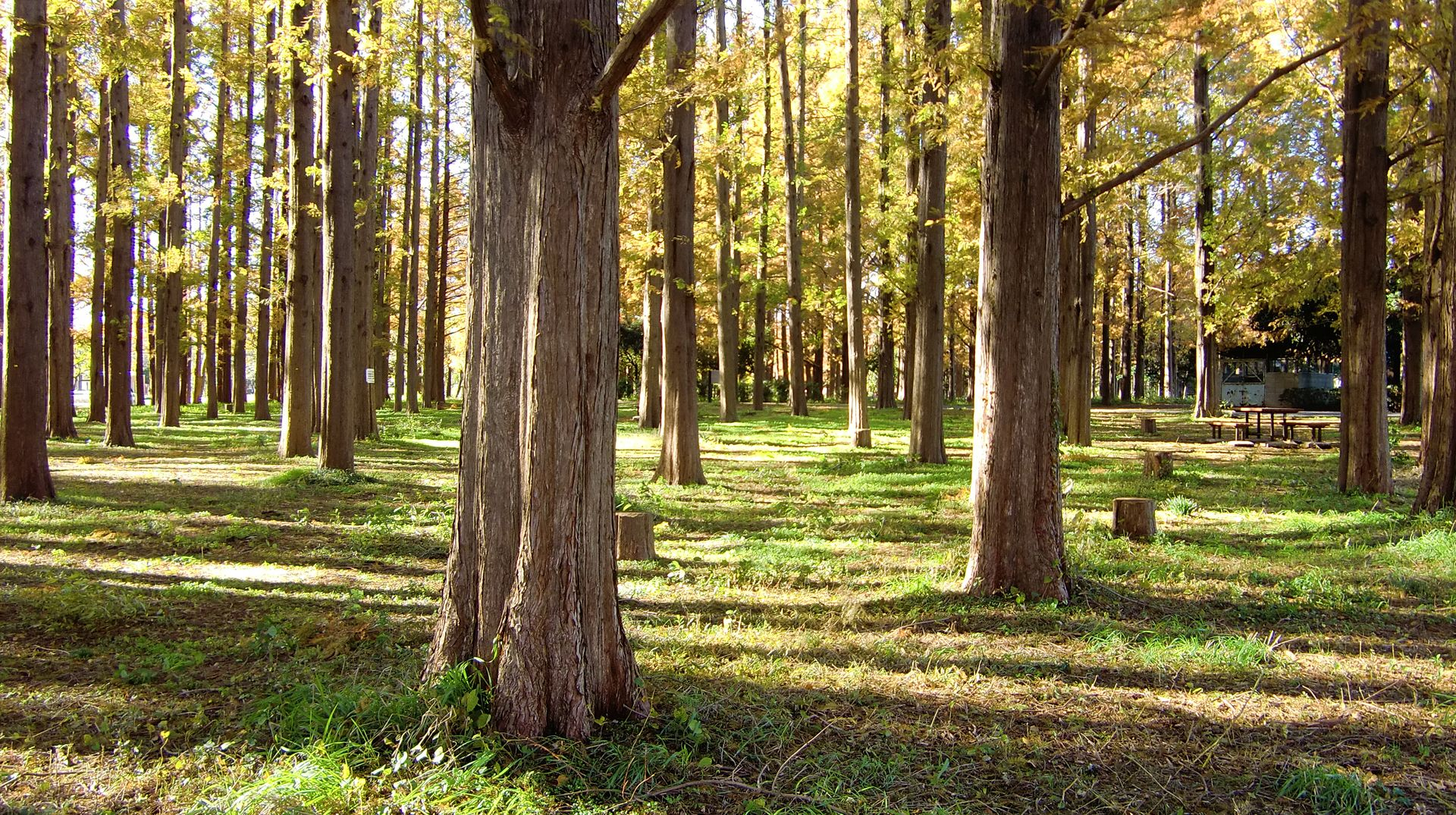
Metasequoie-Wald
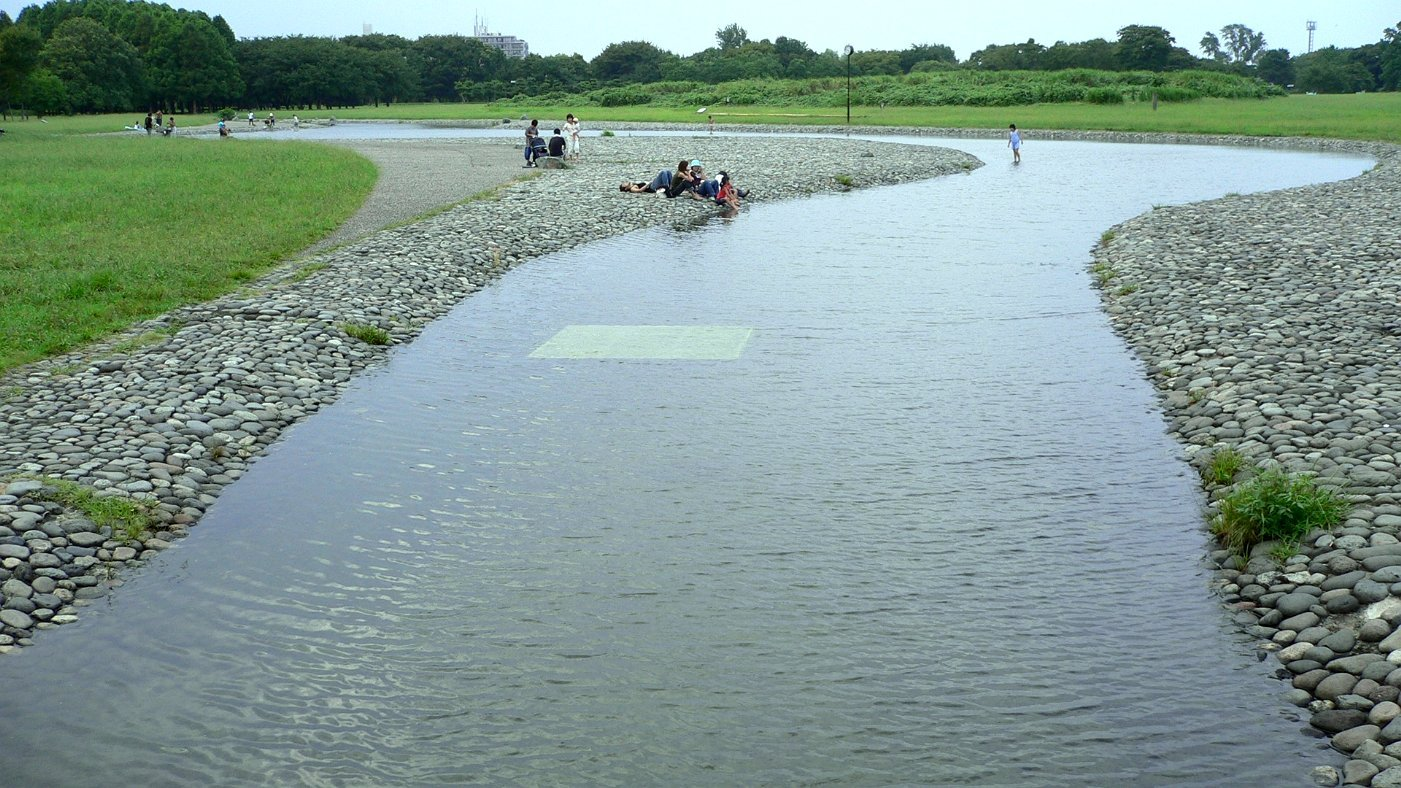
Wasserlauf im Park
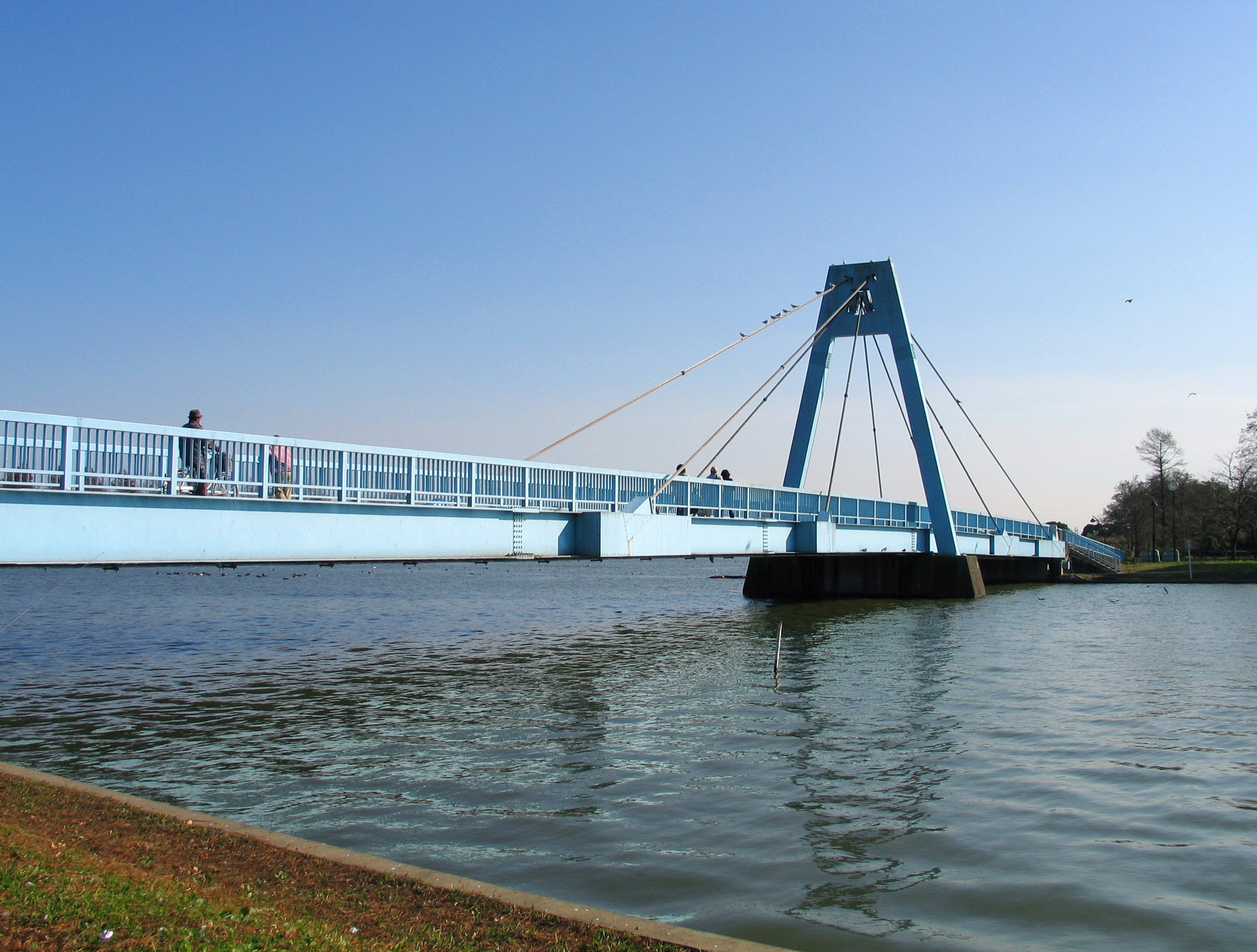
Verbindungssteg zum Schwertlilien-Garten
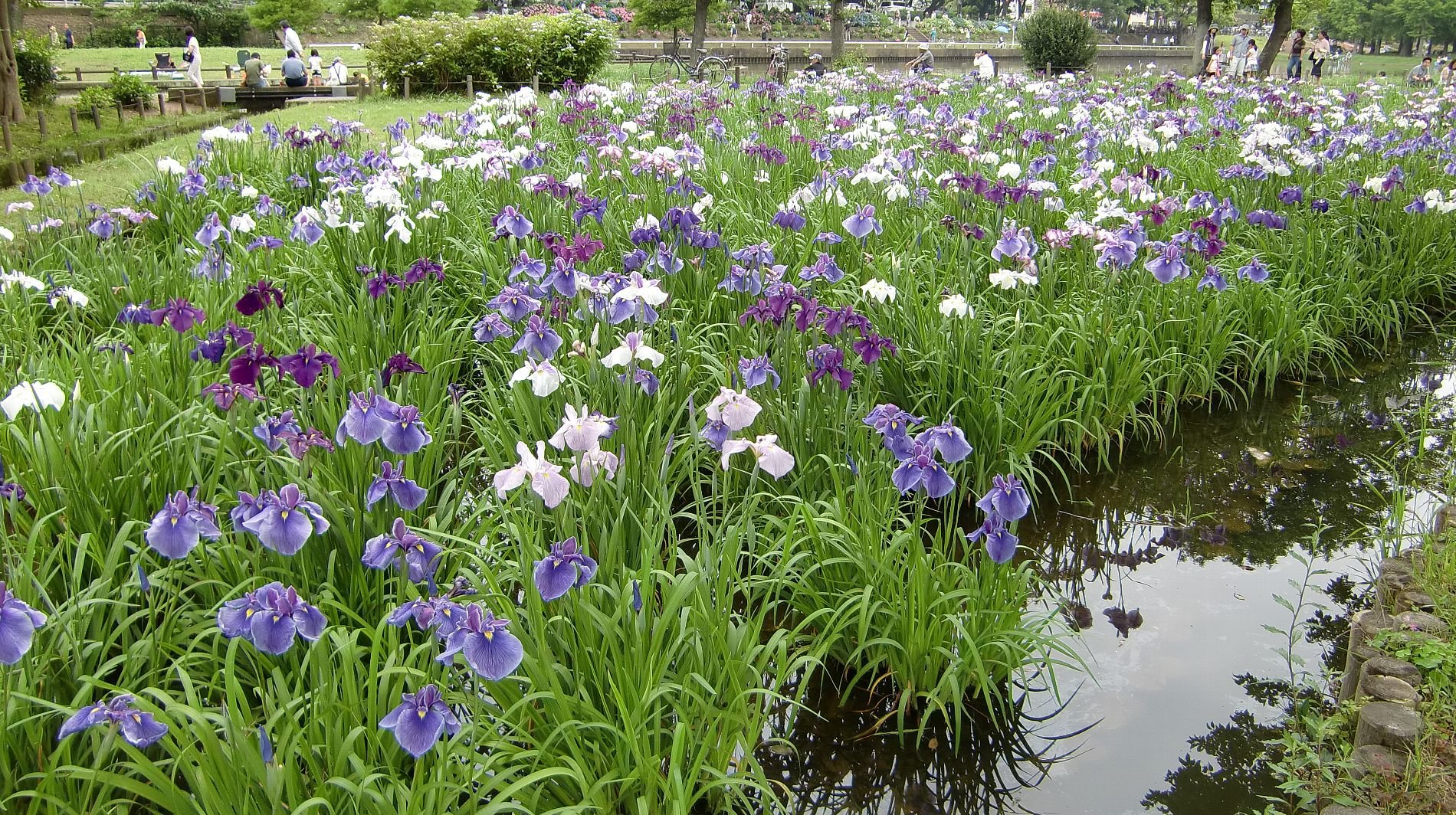
Schwertlilien

## Kenndaten
- Träger: Präfektur Tokio
- Eröffnung: 1. April 1965
- Fläche: 933.509,58 m², davon Rasen 149.300 m²
- Baumbestand: 18.900 Bäume, 61.800 Buschartige (2013)
- Vorherrschende Baumarten: Metasequoie, Kirsche, Pappel
- Einrichtungen: Freilichtbühne, Versammlungsort, Beratungsstelle für Grün
- Veranstaltungen: Kinder-Fest (April), Schwertlilien-Fest (Juni)